# Tuszpa
Tuszpa (urart. URUṭu-uš-pa) – starożytne miasto, stolica państwa Urartu w okresie jego potęgi. Położona była na brzegu jeziora Wan, na zachód od współczesnego miasta Wan. Głównym elementem architektury Tuszpy była Skała Wan – rezydencja królów urartyjskich. Za panowania Rusy II stolica Urartu została przeniesiona do odnowionego miasta-twierdzy Rusahinili, Tuszpa natomiast pozostała jedną z najważniejszych twierdz urartyjskich ze względu na swoje położenie strategiczne. Została zburzona na skutek najazdu Medów na początku VI wieku p.n.e. Twierdza na Skale Wan była wykorzystywana do obrony przez państwa, które istniały na terytorium Urartu po jego upadku. W pierwszej połowie XIX wieku Skała Wan stała się obiektem badań archeologów. Prace wykopaliskowe na niej prowadzone były z przerwami od połowy XIX wieku.

## Historia badań nad Tuszpą
Pierwsze badania Skały Wan zostały przeprowadzone przez francuskiego uczonego F.E. Schulza na początku XIX wieku. Schulz został wysłany do Wanu dla weryfikacji informacji, zawartych w przekazie ormiańskiego historyka średniowiecznego – Mojżesza z Chorenu – o udziale królowej asyryjskiej Szamiram w budowie miasta na brzegu jeziora Wan. Informacje o roli królowej asyryjskiej w powstaniu miasta zasugerowały Schulzowi, że Tuszpa i Skała Wan to zabytki kultury asyryjskiej. Naukowiec wykonał szkice skały i kopie napisów w piśmie klinowym. Badania Schulza trwały około dwóch lat. W 1829 roku uczony został zabity przez Kurdów, a jego prace dotarły do Europy dopiero w 1840 roku, gdzie zostały opublikowane. Jak się później okazało Schulz skopiował tekst rocznika, nazwanego później chorchorskim, który spisano za panowania króla Argisztiego I. Napis pochodził z zachodniej części Skały Wan, która została zniszczona w czasie pierwszej wojny światowej na skutek ostrzałów. Kopia Schulza jest jednym z podstawowych źródeł do badań nad historią Urartu.
Badania lingwistyczne nad rocznikiem chorchorskim wykazały, że tekst napisany jest w nieznanym języku. Dotychczas uważano, że źródło jest zabytkiem piśmiennictwa asyryjskiego. Pojawiły się przypuszczenia, że tekst mógł zostać napisany w języku ormiańskim. Ta teoria również nie znalazła potwierdzenia. Pod koniec XIX wieku w kręgach naukowych utwierdziło się przekonanie, że dokument oraz miasto na Skale Wan należą do zabytków kultury urartyjskiej.
W drugiej połowie XIX wieku w Tuszpie prowadzono prace archeologiczne, zorganizowane przez Muzeum Brytyjskie i kontynuowane przez ekspedycję niemiecką, której przewodniczący, F. Lehmann-Haupt, wydał wielotomowe dzieło, zawierające rezultaty badań nad Urartu i Tuszpą. W latach 1915–1916 miasto Wan było zajęte przez wojska rosyjskie. Wykopaliska archeologiczne w Tuszpie prowadziła grupa archeologów rosyjskich z I. A. Orbelim i N. J. Marrem na czele. W północno-wschodniej części Skały Wan badacze odkryli rocznik Sarduriego II. Od czasów prac ekspedycji rosyjskiej nie prowadzono w Tuszpie na większą skalę wykopalisk. Niewielkie prace wykonała grupa archeologów angielskich w 1948 roku, ale do tego czasu zabytki Tuszpy były systematycznie rozkradane przez rabusiów.
Przez długi okres badacze uważali, że Tuszpa przestała być stolicą za panowania Rusy I. Przypuszczenie było uwarunkowane tym, że w 735 roku p.n.e. okolice Tuszpy zostały splądrowane przez armię asyryjską na czele z Tiglat-Pileserem III. Jednak znalezione w Azerbajdżanie Zachodnim urartyjskie dokumenty pozwoliły stwierdzić, że Tuszpa przestała być stolicą Urartu dopiero podczas rządów Rusy II.

## Historia miasta
Pierwsze wzmianki o Tuszpie jako jednym z ośrodków władzy Urartu pochodzą z okresu panowania Sarduriego I, to jest z czasów pojawienia się królewskiej dynastii urartyjskiej. Kamienie z inskrypcjami Sarduriego I zostały odkryte na zachodnim stoku Skały Wan. Państwowość urartyjska rozwijała się w dobie trwałych konfliktów z sąsiednią Asyrią. Do czasów panowania Sarduriego I, a następnie jego syna Iszpuini armia Urartu nie była dostatecznie silna, żeby odeprzeć najazdy Asyryjczyków na centralne obszary państwa. Za panowania poprzedników Sarduriego I liczne twierdze urartyjskie zostały zdobyte i zburzone. Z czasem, dzięki narzędziom wytwarzanym z żelaza, Urartyjczycy udoskonalili technologię budowania twierdz. Po wzniesieniu siatki fortec na Wyżynie Armeńskiej mogli z powodzeniem przeciąć Asyryjczykom łatwy dostęp do centrum państwa. Solidna architektura obronna dała możliwość królom urartyjskim skupić się na gospodarce.
O wyborze Tuszpy na stolicę Urartu zadecydowało kilka czynników:
- bliskość jeziora Wan wpływała na łagodzenie klimatu Wyżyny Armeńskiej, na której temperatura w zimie dochodziła do 40 °C poniżej zera[11];
- skała na brzegu jeziora mogła być naturalną obroną przed najazdem;
- przypuszczalnie ze Skałą Wan wiązał się kult urartyjskiego bóstwa – Sziwiniego, a Tuszpa była ośrodkiem jego kultu[12].

Od czasów króla Iszpuini Tuszpa była już pełnoprawną stolicą Urartu. W tytułach władców występowała formuła: Król potężny, król krainy Biajna, władca miasta Tuszpy.
Za panowania Iszpuini i jego syna, Menui, miasto było intensywnie rozbudowywane. Reforma religijna Iszpuini przyczyniła się do wzniesienia na Skale Wan świątyń bóstw urartyjskich, w tym przybytku naczelnego bóstwa – Chaldiego. Nastąpiło także zagospodarawanie wnętrza skały, w której drążono pomieszczenia, przeznaczone prawdopodobnie na rezydencję króla. Miasto budowano na kilku poziomach, które były łączone za pomocą schodów. W miejscach, gdzie można było bez wysiłku przedostać się do górnych części Tuszpy, wznoszono mury obronne i bramy. Ściany zewnętrzne domostw były malowane na jasne kolory, przeważnie czerwień i błękit.
Mojżesz Choreński wzmiankował, że na Skale Wan istniały okazałe trzykondygnacyjne budynki, które przypuszczalnie pochodziły z czasów Menui. Ponieważ woda w jeziorze Wan była słona, Menua zainicjował budowę ponadsiedemdziesięciokilometrowego kanału. Woda była doprowadzana z rzeki Hoszab przy pomocy akweduktu, który na nisko położonych terenach osiągał nawet piętnaście metrów wysokości. Kanał Menui funkcjonuje nadal, zaopatruje miasto Wan i jego okolice w wodę pitną. Przepływ wody zależy od pory roku i waha się od dwóch do pięciu metrów sześciennych na sekundę. Jedyny remont kanału został przeprowadzony w 1950 roku, część ścian została wzmocniona konstrukcją żelbetonową.
Kilka stuleci po upadku Urartu historycy, na przykład Mojżesz Choreński, przypisywali budowę zarówno kanału Menui, jak i Tuszpy, królowej asyryjskiej Semiramidzie: W twardej skale były wyciosane wielorakie pałace, pokoje z sypialniami, skarbce. Badacze przypuszczają, że wzmianki o Szamiram uwarunkowane były dużą popularnością królowej. Z czasem Kanał Menui został przemianowany na Kanał Z Czasów Szamiram, a później po prostu na Kanał Szamiram. Jest mało prawdopodobne, żeby Semiramida brała osobisty udział w budowie kanału, mimo że stosunki Urartu z Asyrią znacznie się polepszyły za panowania Menui.
W okresie rządów następców Menui, Argisztiego I i Sarduriego II, Urartu znajdowało się u szczytu swojej potęgi politycznej i terytorialnej. Władcy skupili się na zagospodarowaniu nowych obszarów, a w Tuszpie zostawili po sobie wykonane w skale roczniki – dwa najważniejsze źródła pisane do badań nad historią Urartu.
Pod koniec panowania Sarduriego II pogorszyły się stosunki między Asyrią i Urartu. W 735 roku p.n.e. król asyryjski Tiglat-Pileser III pokonał wojska urartyjskie na brzegu Eufratu. Sarduri II uciekł z pola bitwy i ukrył się w Tuszpie. Droga do centrum państwa stanęła otworem przed Asyryjczykami:

Sarduriego Urartyjczyka zamknąłem w Turuszpie, jego głównym mieście, wielkiej rzezi dokonałem przed bramą miasta, wizerunek mojej potęgi ustanowiłem naprzeciwko miasta. Sześćdziesiąt miar szlaku po ogromnym państwie Urartu z góry na dół zwycięsko przeszedłem i nie spotkałem przeciwnika. Kraje Ulluba i Chabchu, położone na stokach góry Nal, podbiłem i przyłączyłem do Asyrii.

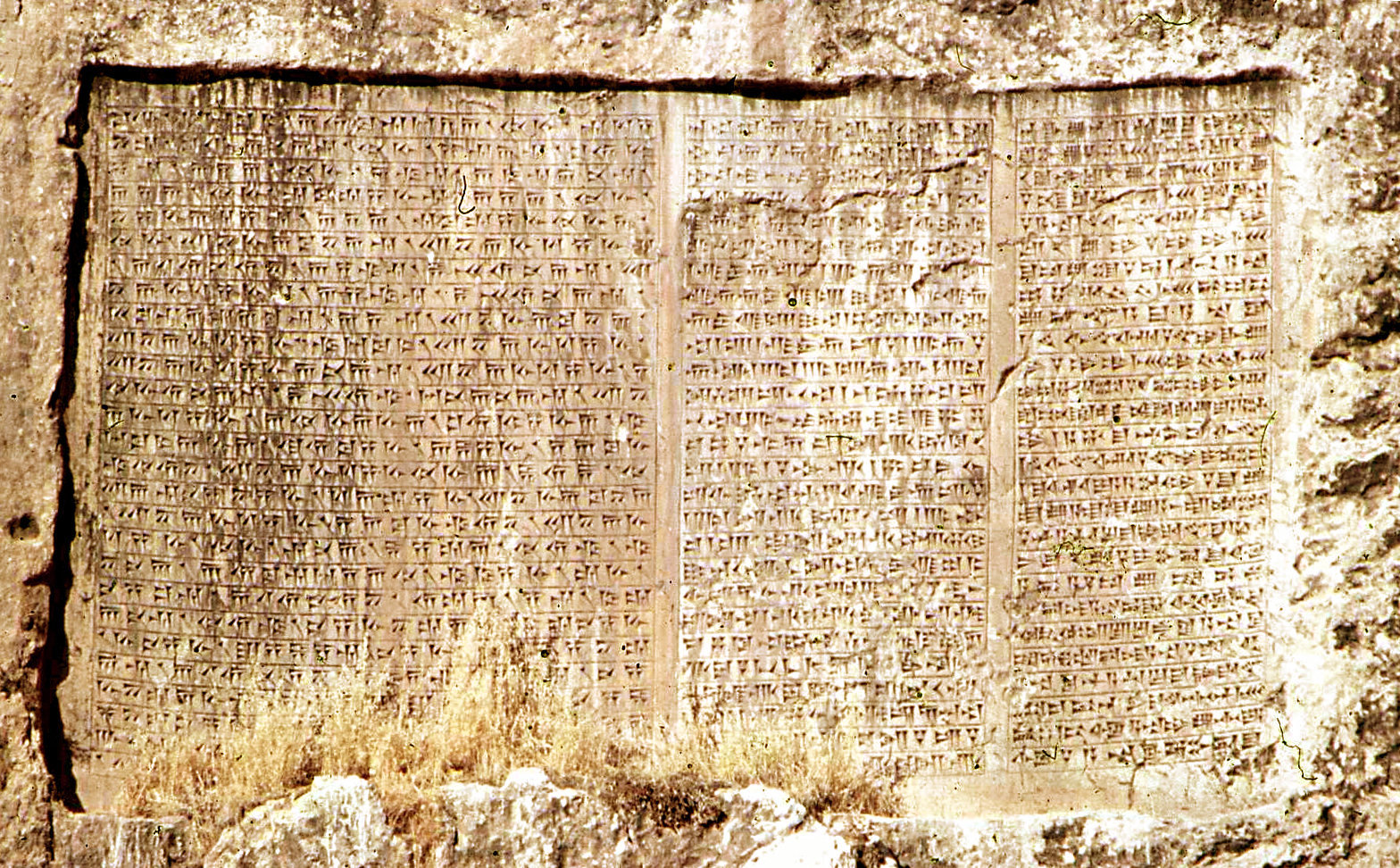
Inskrypcja Kserksesa I z południowego stoku Skały Wan

Klęska armii Sarduriego II zachwiała wiarę Urartyjczyków w potęgę „broni boga Chaldiego”. W państwie wybuchły powstania przeciwko władzy centralnej, kilka prowincji dążyło do uzyskania niezależności od Tuszpy bądź do przyłączenia się do Asyrii. Od najazdu Tiglatpilesara III ucierpiały okolice stolicy, jednak sama cytadela pozostała nietknięta.
W okresie panowania Rusy I i Argisztiego II Tuszpa nadal pozostawała stolicą Urartu. Po klęsce Sarduriego II w 735 roku p.n.e. szala zwycięstwa zaczęła przechylać się na stronę Asyrii. W 714 roku p.n.e. Sargon II zdobył Ulchę i Musasir na południu Urartu. Mimo że król asyryjski otrzymał doniesienia swojego wywiadu, że droga do Tuszpy nie jest chroniona, nie zdecydował się na oblężenie stolicy urartyjskiej z powodu jej niedostępności. Po samobójstwie Rusy I jego następca, Argiszti II, unikał konfliktów z Asyrią, zmieniając kierunek ekspansji Urartu z kierunku południowego na wschód.
W 685 roku p.n.e. na tron Urartu wstąpił Rusa II. Okres jego panowania charakteryzował się zintensyfikowaniem prac budowlanych: założono ponad dziesięć nowych miast, w tym Tejszebaini. Do momentu objęcia panowania w Urartu przez Rusę II Skała Wan została już całkowicie zabudowana. Od czasów Rusy I nie wznoszono na niej nowych budynków. Dlatego Rusa II podjął decyzję o przeniesieniu stolicy z Tuszpy do odnowionej przezeń twierdzy Rusahinili, położonej w odległości kilku kilometrów na wschód od Skały Wan. Po utracie statusu stolicy, Tuszpa nadal funkcjonowała jako miasto-twierdza, lecz została pozbawiona dawnego znaczenia.
Twierdza na Skale Wan prawdopodobnie została zdobyta i zniszczona przez Medów na początku VI wieku p.n.e. Następnie, po rozpadzie Urartu, cytadela na skale była wykorzystywana przez Achemenidów. Na południowym stoku Skały Wan odkryto inskrypcję Kserksesa I. Twierdzę eksploatowali również Ormianie, a po nich przyjęli ją Osmanowie, którzy wznieśli na skale mury z otworami strzelniczymi, meczet, szkołę, koszary. Krypty królewskie w jaskiniach, wydrążonych w skale, wykorzystywano w charakterze więzienia. Po raz ostatni twierdza spełniła swoje zadanie podczas pierwszej wojny światowej, kiedy została poważnie zniszczona na skutek ostrzału armatniego. Na szczycie Skały Wan zachowały się ruiny zabudowań okresu osmańskiego.
Po upadku Urartu nazwa „Tuszpa” przetrwała w ormiańskiej nazwie obszaru, przylegającego do jeziora Wan, oraz samego jeziora Wan – „Tosp” (orm. Վանա լիճ). Określenie „Topitis” (gr. Θωπι̂τιν) pojawiło się także u Strabona. Następnie nazwa została zapomniana. Odczytano ją dopiero na przełomie XIX i XX wieku.

## Opis miasta
W centrum Tuszpy znajdowała się Skała Wan – cytadela i jednocześnie rezydencja królów urartyjskich. W pobliżu twierdzy mieściły się inne, niezachowane, budowle. Po upadku Urartu kamienie z nich wykorzystywane były przez mieszkańców okolicy do budowania domostw.
W pobliżu Tuszpy znajdowały się winnice i sady królewskie. Stolica posiadała system kanałów, które dostarczały zarówno wodę pitną, jak i pełniły funkcję irygacyjne. Wino, wyprodukowane w Tuszpie było przeznaczone na eksport i do ceremoniałów religijnych. U zachodniego podnóża Skały Wan za czasów Sarduriego I została zbudowana przystań. Miała ona czterdzieści siedem metrów długości, trzynaście metrów szerokości i wznosiła się cztery metry nad poziomem jeziora. Badania wykazały, że poziom wody w Wanie obniżył się i przystań Sarduriego jest oddalona o cztery kilometry od brzegu. W promieniu dziesięciu kilometrów od Skały Wan znajdowało się kilka monumentalnych twierdz, zbudowanych za panowania Menui.

### Skała Wan
Skała Wan jest wzniesieniem o długości 1800 m, szerokości 60 m i wysokości 80 m. Ciągnie się ze wschodu na zachód. Jej najwyższy punkt w czasach urartyjskich znajdował się bezpośrednio przy brzegu jeziora Wan.
Cytadela na Skale Wan miała kilka bram. Przez główną, Chorchorską, do twierdzy mógł wjechać powóz. Znajdowała się na północno-zachodnim stoku skały. Przy tej bramie została wykonana inskrypcja Argisztiego I. Kilka pomniejszych bram mieściło się w różnych częściach miasta. Były przeznaczone wyłącznie dla pieszych. Wchodzący, żeby przedostać się na inny poziom Tuszpy, musieli pokonać wykute w skale schody. Przypuszczalnie piesze wejścia były wykorzystywane także dla wyprowadzania w celu kontrataku wojska podczas oblężenia. Brama ze strony wschodniej, obok której odkryto inskrypcję Sarduriego II, została przez badaczy nazwana Tauryską. Przy niej znajdował się plac, przeznaczony do składania ofiar, który zaopatrzono w system rowów dla odprowadzania krwi zwierząt. W latach sześćdziesiątych–osiemdziesiątych XX wieku, kiedy Skała Wan została udostępniona dla zwiedzających, rowy cieszyły się dużym powodzeniem wśród turystów. Wierzono, że zjazd nimi przynosi szczęście.

### Jaskinie Skały Wan
Urartyjscy kamieniarze, w celu zwiększenia użyteczności Skały Wan, wydrążyli wewnątrz niej system pomieszczeń. Część z nich odkrył w pierwszej połowie XIX wieku E. Schulz. Te pomieszczenia zwane są jaskiniami wanskimi. Dokładne przeznaczenie niektórych jaskiń jest nieznane. Nie ma wątpliwości, że najgłębsze pomieszczenia zostały zaadaptowane na krypty królewskie. W najdalszej z nich znajdowało się kolumbarium z siedemdziesięcioma ośmioma niszami, gdzie chowano prochy, pozostałe po kremacji. Górne jaskinie południowego stoku Skały Wan są jasne i przestronne. Mają wysokie sufity. Naukowcy uznają je za komnaty królewskie.

## Stan Tuszpy
Zabytki Tuszpy znajdują się w politycznie niestabilnym regionie Turcji. Trwa tu działalność kurdyjskich separatystów. W związku z tym na obszarze Skały Wan stacjonują jednostki armii tureckiej. Jedna z nich przez długi czas mieściła się w byłej cytadeli Tuszpy. Pod koniec XX wieku jednostka została przeniesiona do zachodniego podnóża skały, natomiast sam szczyt i pobliskie tereny zostały przeznaczone na muzeum. Nie stworzono natomiast sprzyjających warunków dla zwiedzania. Zabytki są niechronione. Pozostałości napisów urartyjskich są narażone na ataki wandali. W dobrym stanie znajdują się te inskrypcje i płaskorzeźby, które zostały przetransportowane do muzeum w Wanie.